# Karim Coulibaly
Karim Coulibaly, né le 3 juin 1993 à Bakel au Sénégal, est un footballeur franco-sénégalais. Il évolue actuellement au poste de milieu de terrain au SAS Epinal.

## Biographie
Karim Coulibaly grandit en région parisienne. Avec quatre coéquipiers de Villejuif, il est invité à prendre part à une détection en forêt de Haye. Il sera le seul à être conservé. 
Lancé en Ligue 1 à l’âge de 20 ans par Patrick Gabriel, il devient un joueur de complément avant de s’affirmer dans le couloir gauche après le départ d’Alexandre Cuvillier durant l’été 2014. Il se montre notamment particulièrement adroit face au but. Sa saison est cependant ralentie par une fracture de la malléole.